# Rodney Harvey
Rodney Michael Harvey (* 31. Juli 1967 in Philadelphia, Pennsylvania; † 11. April 1998 in Los Angeles, Kalifornien) war ein US-amerikanischer Schauspieler und Model.

## Leben und Karriere
Harvey wurde in Philadelphia im US-Bundesstaat Pennsylvania geboren und wuchs in Süd-Philadelphia auf. 1984 wurde er vom Regisseur Paul Morrissey in New York City an der Ecke Broadway und 42. Straße angesprochen und zum Casting für dessen Film Mixed Blood eingeladen. In der Folge war Harvey in Mixed Blood – Die Ratten von Harlem zu sehen ebenso wie 1988 in Brooklyn Kid. Kurz darauf zog Harvey nach Los Angeles unterschrieb bei einer Casting-Agentur und begann nebenbei als Model zu arbeiten. Unter anderem war er auf dem Life-Cover mit Madonna zu sehen und arbeitete für Calvin Klein.
1990 machte ihn die Rolle des „Sodapop Curtis“ in der Fox-TV-Serie The Outsiders bekannt, nach deren Ende nach nur einer Staffel, hatte er einen Gastauftritt in der Pilotfolge der Serie Twin Peaks. Später war Rodney Harvey als „Gary“ in Gus Van Sants Drama My Private Idaho zu sehen. Es heißt, dass Harvey während der Dreharbeiten zu diesem Film, ebenso wie der Hollywood-Jungstar River Phoenix, der die Hauptfigur Mike Waters spielte, erstmals mit Heroin in Kontakt kam. Dies war der Beginn einer Sucht, die sein Leben von nun an bestimmte und seine Karriere versanden ließ. Seine letzten Auftritte hatte Harvey in den Filmen Guncrazy (1992) und God’s Lonely Man (1996).
1996 musste Harvey nach mehreren Verurteilungen für acht Monate ins Gefängnis, wo er seinen High-School-Abschluss nachholte. 1997 wurde er Assistent seines früheren Agenten Allan Mindel, der versuchte, Harvey wieder Kontakte ins Filmbusiness zu verschaffen. Jedoch war Harvey nach kurzer Zeit wieder drogenabhängig. Er kam bei Freunden und Familienangehörigen in Philadelphia unter, bis er im Frühling 1997 erneut inhaftiert wurde.
Am 9. April 1998 wurde Rodney Harvey entlassen, zwei Tage später wurde er tot im Hotel Barbizon (Zimmer 222) in Los Angeles aufgefunden, als Todesursache wurde eine Kokain- und Heroinüberdosis angegeben. Seine letzte Ruhestätte fand er auf dem Saints Peter and Paul Cemetery in Philadelphia.

## Trivia
Harvey war irisch-italienischer Abstammung. Sein Vater verließ früh die Familie, und Harvey wuchs mit seinem älteren Bruder Edward jr. „Eddy“ und seinem jüngeren Halbbruder Joseph auf. Die Jungen verbrachten viel Zeit in den Straßen Philadelphias, Harvey flog von mehreren Schulen und war in Gang-Streitigkeiten verwickelt.
Er hatte einige selbst-gestochene Tattoos, unter anderem am linken Oberarm eine Tätowierung seines Vornamens.
Harvey war mit dem Model Lisa Marie liiert, später führte er eine Beziehung mit seinem Co-Star im Film Salsa, Magali Alvarado. Roxana Zal war eine seiner letzten Freundinnen. Als Jungschauspieler war Rodney Harvey mit Kollegen wie Balthazar Getty, Drew Barrymore, David Arquette und Amanda Anka (Tochter von Paul Anka) befreundet.
Gus Van Sant hatte Harvey ursprünglich für eine der Hauptrollen in My Private Idaho vorgesehen, der junge Mann sollte „Scott Favor“ darstellen, ehe die Rolle an Keanu Reeves ging.
Mugshots und andere Bilder, die Rodney Harvey im Drogenrausch zeigen, wurden für einen Anti-Drogen-TV-Spot verwendet. Harveys Leichnam wurde im Grab seines von ihm geliebten Großvaters bestattet, sein eigener Name wird jedoch nicht auf dem Grabstein erwähnt.

## Filmografie
| Jahr | Titel                               | Rolle          | Sonstiges                           |
| ---- | ----------------------------------- | -------------- | ----------------------------------- |
| 1985 | Delivery Boys                       | Fast Action    |                                     |
| 1985 | Mixed Blood – Die Ratten von Harlem | Jose           | Originaltitel: Mixed Blood          |
| 1987 | Initiation                          | Danny Molloy   |                                     |
| 1987 | Five Corners                        | Castro         |                                     |
| 1988 | Salsa                               | Ken            |                                     |
| 1988 | Brooklyn Kid                        | Frankie        | Originaltitel: Spike of Bensonhurst |
| 1990 | Silent Love                         | Giulio         |                                     |
| 1990 | Twin Peaks                          | Biker Scotty   | TV-Serie; Episode: Pilot            |
| 1990 | The Outsiders                       | Sodapop Curtis | TV-Serie; 13 Episoden               |
| 1991 | My Private Idaho                    | Gary           |                                     |
| 1992 | Guncrazy                            | Tom            |                                     |
| 1996 | God's Lonely Man                    | Glen           |                                     |